# Jonas Olsson (fotbollsspelare född 1990)
Jonas Bengt Erik Olsson, född 21 mars 1990 i Kristinehamn, är en svensk före detta fotbollsspelare (försvarare).

## Karriär
Olssons moderklubb är Töcksfors IF. Han spelade 2009–2010 för Carlstad United i Division 1 Norra. 2011–2012 spelade han för Degerfors IF i Superettan. 
I mars 2013 blev han klar för allsvenska Gefle IF, vilka han skrev på ett treårskontrakt med. Efter säsongen 2015 meddelade Olsson att han lämnade klubben på grund av efterhängsna skadeproblem.
I mars 2016 värvades Olsson av Carlstad United, där han skrev på ett ettårskontrakt. I januari 2017 återvände Olsson till Degerfors IF, där han skrev på ett ettårskontrakt. Efter säsongen förlängde han kontraktet med klubben med två år. Efter säsongen 2018 kom Olsson och Degerfors IF överens om att bryta kontraktet då han kommit in på Polishögskolan och inte längre ville spela fotboll på elitnivå. Istället skrev han på för en tredje sejour i Carlstad United. Det blev hans sista säsong som fotbollsspelare då fortsatta skadebekymmer fick honom att avsluta karriären.